# Felip Peña i Sáenz
Felip Peña i Sáenz   (Barcelona, 25 de març de 1921 - Barcelona, 9 d'abril de 1989) va ser un actor de teatre, cinema i doblatge català. Va començar a fer teatre al Cercle Catòlic de Gràcia i des del 1948 formà part del quadre escènic de Radio Nacional de España.
Va dedicar-se al doblatge des de la dècada dels anys 40 del segle xx fins que es va morir. Va treballar per diferents estudis barcelonins com Acústica, Parlo Films o el de la MGM. Era la veu habitual de Laurence Olivier (amb doblatges com Els nens del Brasil), John Wayne (per exemple, a Rio Bravo, Rio Lobo i Els cowboys), James Mason, Burt Lancaster i Anthony Quinn. Va interpretar personatges com el baró Victor-Frederick von Leppe (Boris Karloff) a El terror. Amb la fundació de TV3, va participar en el doblatge de sèries com Dallas, L'escurçó negre, Hotel Fawlty i L'hora d'Alfred Hitchcock. A banda de la interpretació de veu, també va dirigir i adaptar diversos doblatges durant tres anys, com Excàlibur i Balla amb mi. Per la seva trajectòria, la ser reconegut com un premi Faristol d'Or.
Va estar casat amb l'actriu Montserrat Carulla. Els seus quatre fills i filles van tenir una trajectòria artística, com la també actriu Vicky Peña.

## Teatre
- 1962. Más allá del horizonte, original d'Eugene O'Neill. Direcció d'Antoni Chic,al Teatre Grec.
- 1964. Casandra, original de Joaquim Buxó. Direcció de Ramir Bascompte, al Teatre Candilejas.
- 1984. L'òpera dels tres rals, original de Bertolt Brecht i Kurt Weill. Direcció de Mario Gas, al teatre Romea.
- 1985. Pel davant i pel darrera, original de Michael Frayn. Direcció d'Alexander Herold.
- 1987. Ai doctor, quina neurosi!, original de Joe Orton. Direcció de Mario Gas, al Teatre Condal.
- 1988. La gran il·lusió, original de Eduardo de Filippo. Direcció d'Hermann Bonnín, al Teatre Romea.

## Ràdio
- 1988. La teranyina, original de Jaume Cabré. Emesa per Catalunya Ràdio.

## Televisió
- 1976. Salomé, original d'Oscar Wilde. Direcció de Sergi Schaff, a TV2. Protagonitzada per Núria Espert.
- 1980. Setmana Santa, original de Salvador Espriu. Realitzador: Manuel Lara. A TV2.
- 1985. Les aventures d'en Massagran. Direcció d'Orestes Lara. A TV2.
- 1987. Pleniluni de cera, guió original de Joan Manel Gispert. Dins del programa Misteri de TV2.